# سویت واتر (ایلینوی)
سویت واتر (به انگلیسی: Sweet Water) یک منطقهٔ مسکونی در ایالات متحده آمریکا است که در شهرستان منارد، ایلینوی واقع شده‌است. سویت واتر ۱۸۴٫۱ متر بالاتر از سطح دریا قرار دارد.